# Галерея Бориса Мирски
Галерея Бориса Мирски (англ. Boris Mirski Gallery) — художественная галерея, существовавшая в Бостоне, США, с 1944 по 1979 год. Была основана Борисом Мирски (1898—1974). Галерея стала известна прежде всего как выставочная площадка для ключевых фигур бостонского экспрессионизма, а так же нью-йоркского современного искусства и «незападного» искусства. Сам Борис Мирски был известен поддержкой молодых, и часто американских художников еврейского происхождения. Галерея стала одним из центров современного искусства в Бостоне в 1940-х годах, а также способствовала зарождению и развитию Бостонского экспрессионизма, наиболее значимой ветви американского фигуративного экспрессионизма. 

## История

### Основатель
Борис (Хаим) Моисеевич Мирски родился 25 июля 1898 года в еврейской семье у Моисея Мирски и Рахель (урожд. Гальперина) в Литве. Иммигрировал в США в возрасте 14 лет в 1912 году. 19 мая 1935 года женился на дочери итальянских эмигрантов Аиде Фортунато. 

### Галерея
В начале 40-х годов Борис Мирски открыл багетную мастерскую и небольшую галерею на Чарльз стрит в Бостоне. В октябре 1945 года он перенес свой бизнес в особняк из красного кирпича по адресу Ньюбери стрит, 166, по соседству с Гильдией бостонских художников. Здесь он открыл большую галерею и художественную школу в дополнение к багетной мастерской. Галерея дебютировала с выставкой 53 картин гватемальского художника-кубиста Карлоса Мериды . 
В то время художественная сцена Бостона была достаточно консервативной, и в ней доминировали художники-импрессионисты Бостонской школы живописи. Мало кто из местных коллекционеров интересовался современным искусством, и только несколько галерей выставляли его. Искусствовед Чарльз Джулиано описывает перемены, произошедшие в конце 1940-х годов: 
Фокус Школы Музея изобразительных искусств сместился с вежливого и безобидного американского импрессионизма к смелому и выразительному бостонскому экспрессионизму. Старая гвардия и её социально приемлемые художники выставлялись с Обществом Искусства Копли или Гильдией художников бостона. Молодые турки, евреи и иммигранты или их сыновья — как ливанско-американский Джебран — выставлялись с галеристом Борисом Мирским или его бывшими помощниками Хайманом Свецоффом и Аланом Финком из Альфа Галлери.
Галерея Мирски была важным местом для местных художников, которые не вписывались в общество белых англосаксонских протестантов или традиционалистскую форму. Среди них были такие как Хайман Блум, Джильо Данте, Калил Джебран и Джон Вудро Вильсон. Мирски поддерживал  художников в своей мастерской и учителей в своей художественной школе. В галерее также осуществлялись обменные выставки с галереей Эдит Хэлперт из Нью-Йорка. Директор Алан Финк, который управлял галереей в 1950-х и начале 60-х, позже вспоминал: 
Галерея Мирского была очень консервативна по сегодняшним меркам, но в 50-х ее считали смелой. Мы получали протесты за сотрудничество с художниками, которые сейчас известны и, по меньшей мере, не считаются спорными, таких как Ханс Хоффманн и Леонард Баскин. И однажды бостонская полиция сфотографировала обнаженную из нашего окна ... Галерея Мирского и пара других галерей были единственными, кто продавал современное искусство в Бостоне в то время.
Критик Роберт Тейлор из Boston Globe сравнил эстетику Мирски с двумя другими важными бостонскими галеристами, Маргарет Браун и Хайманом Свецоффом. Мирски, по его словам, представил Бостону «городскую, еврейскую, замкнутую и лирическую» наглядную экспрессивность. 
Мирски умер в Тель-Авиве в 1974 году. Галерея закрылась в 1979 году. 

## Галерея
- Рико Лебрун (1900-1964), Бытие в Помонском колледже, 1960.
- Халил Джебран (1883-1931), Autorretrato con musa ("Автопортрет с музой"), c. 1911.
- Карлос Мерида (1891–1985), Центральная часть росписи в Муниципальном дворце Чьяпа-де-Корсо, Чьяпас, Мексика.

## Список известных художников
- Дэвид Аронсон
- Леонард Баскин
- Джейсон Бергер
- Хайман Блум
- Бернар Чэт
- Эстер Геллер
- Халиль Джебран
- Ханс Хофман
- Эллсворт Келли
- Лоуренс Купферман
- Рико Лебрун
- Джек Левайн
- Майкл Мазур
- Карлос Мерида
- Карл Густав Нельсон
- Артур Полонский
- Джойс Реопель
- Бен Шах
- Митчелл Сипорин
- Барбара Свон
- Джон Вудро Вильсон
- Мел Забарский
- Карл Цербе